# Maria Edgeworth

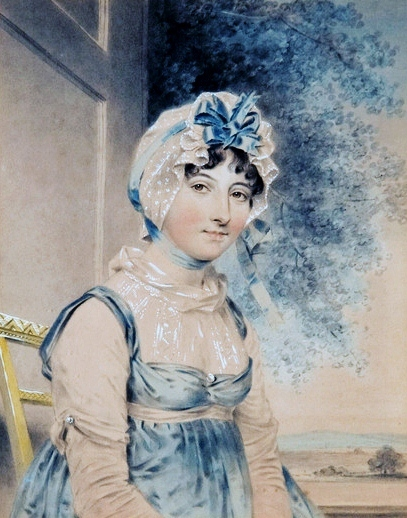
Maria Edgeworth

Maria Edgeworth (* 1. Januar 1767 in Black Bourton, Oxfordshire, England; † 22. Mai 1849 in Edgeworthstown, County Longford, Irland) war eine anglo-irische Schriftstellerin.

## Leben
Maria Edgeworth war eine Tochter des Politikers Richard Lovell Edgeworth (1744–1817), Gutsherr von Edgeworthstown House im irischen County Longford, aus dessen erster Ehe mit Anna Maria Elers (1743–1773). Sie wurde in Oxfordshire im Haus ihrer Großeltern geboren. Sie verbrachte den Großteil ihres Lebens in Irland, auf dem Landsitz ihres Vaters, wo sie als Teil des irischen Landadels aufwuchs, in Gesellschaft der Familien von Hon. Kitty Pakenham (der späteren Frau von Arthur Wellesley, 1. Duke of Wellington), Lady Moira, und ihrer Tante, Margaret Ruston.
Sie übernahm die Verwaltung des väterlichen Besitzes, eine Erfahrung, die sie später in ihre Romane über die Iren einbrachte. Ihre frühen Bemühungen als Schriftstellerin waren weniger realistisch, sondern melodramatisch geprägt; einer ihrer Schulmädchenromane beinhaltet als Charakter einen Schurken, der das einer Leiche abgezogene Gesicht als Maske trägt.
1802 begab sich die Familie Edgeworth auf Reisen, zuerst nach Brüssel und später – während der als Friede von Amiens bekannten kurzen Ruhezeit in den napoleonischen Kriegen – nach Frankreich. Die Familie machte die Bekanntschaft zahlreicher prominenter Figuren, und Maria erhielt einen Heiratsantrag vom schwedischen Höfling und Dichter Abraham Niclas Edelcrantz, den sie ablehnte. Nach der Rückkehr nach Irland begann sie erneut zu schreiben.
Ihr Vater Richard Lovell Edgeworth, ein bekannter Autor und Erfinder, ermutigte die Schriftstellerei seiner Tochter; er wurde allerdings für sein Beharren darauf kritisiert, ihre Arbeit zu begutachten und zu bearbeiten. Keine der in The Parent’s Assistant veröffentlichten Erzählungen durfte ihren Geschwistern (ihr Vater hatte fünf Frauen und 22 Kinder) vorgelesen werden, bevor er sie nicht abgesegnet hatte. Castle Rackrent wurde von ihr hinter seinem Rücken geschrieben und anonym veröffentlicht.
Nach dem Tod ihres Vaters 1817 besorgte sie die Herausgabe seiner Memoiren, die sie mit biographischen Kommentaren erweiterte. Bis zu ihrem Tod war sie schriftstellerisch aktiv und arbeitete nach allen Kräften daran, das Leid der von der Großen Hungersnot in Irland (1845–1849) heimgesuchten Bauern zu lindern.
Maria Edgeworth machte kein Geheimnis aus der Tatsache, dass hinter all ihren Werken eine moralische Botschaft steht, welche für gewöhnlich die Mitglieder der Oberschicht auf ihre Pflichten gegenüber ihren Pächtern hinweist. Ihre Art zu schreiben stieß allerdings bei den religiösen Führern der Zeit auf Anstoß. Der Prediger Robert Hall sagte:
 „Ich halte ihre Werke für die irreligiösesten, die ich je gelesen habe (…) sie greift die Religion nicht an und wiegelt auch nicht dagegen auf, aber sie lässt sie überflüssig erscheinen, indem sie absolute Tugend ohne sie darstellt (…) Kein je hervorgebrachtes Werk hatte einen so schlechten Effekt auf meinen Geist, wie das ihre.“

## Werke
- Letters for Literary Ladies (feministischer Essay), 1795; Second Edition, Revised, 1798 (Volltext im Projekt A Celebration of Women Writers der Digital Library auf den Seiten der University of Pennsylvania)
- The Parent’s Assistant – 1796 (6 Bände)
- Practical Education – 1798 (2 Bände in Zusammenarbeit mit ihrem Vater)
- Castle Rackrent. Roman, 1800
  - dt.: Meine hochgeborene Herrschaft. Deutsch von Lore Krüger. Aufbau Verlag, Berlin 1981
  - dt.: Castle Rackrent. Roman. Aus dem Englischen von Helga Schultz. dtv, München 1996
- Early Lessons – 1801
- Belinda – 1801 (Roman)
  - dt.: Belinda. Aus dem Englischen von Gerlinde Völker. Nachwort von Katrin Berndt. Stuttgart: Reclam, 2022. ISBN 9783150113752.

- Essay on Irish Bulls – 1802 (Politischer Aufsatz in Zusammenarbeit mit ihrem Vater)
- Popular Tales – 1804
- The Modern Griselda – 1804
- Moral Tales for Young People – 1805 (6 Bände)
- Leonore – 1806 (verfasst während der Exkursion in Frankreich)
- Tales of Fashionable Life – 1809 (Erster Teil einer Reihe, beinhaltet The Absentee)
- Ennui – 1809 (Roman)
- The Absentee (1812)
- Patronage – 1814 (Vierbändiger Roman)
- Harrington, a tale – 1817
- Ormond, a tale – 1817
- Comic Dramas – 1817
- Memoirs – 1820 (Besorgung der Memoiren ihres Vaters)
- Early Lessons – 1822 (Fortsetzungen zu einigen der Tales)
- Helen. Roman, 1834
  - dt.: Helene. Ein Roman. Aus dem Englischen von C. Richard. Mayer, Aachen u. Leipzig 1834 (Digitalisate von Band 1 und Band 2 im Internet Archive)
  - dt.: Helen – Die Lady mit dem goldenen Herzen. Neu übersetzt von Nadine Erler. Cumedio, 2021.